# ときめきのアクシデント
「ときめきのアクシデント」は、1982年10月21日にリリースされた原田知世の2枚目のシングル。発売元はキャニオン・レコード。

## 概要・逸話
表題曲は、原田自身が主演したフジテレビ系ドラマ『ねらわれた学園』の主題歌として使用された。レコーディングが行われた時期は、原田が上京し一人暮らしを始めて間もない頃で、不安から故郷の長崎に住む姉の貴和子に電話をかけ、歌い方について助言を求めた。「この節回しどう思う？」と受話器を通して「ときめきのアクシデント」を歌い、貴和子に「こんな感じにしたら？」と歌い返してもらって、それを参考にレコーディングに臨んだという。
原田はこの曲について、「ファンの皆さんに人気の曲で、私にとっても大切な曲です」と話しており、本人の強い希望によって2017年7月にリリースされたアルバム『音楽と私』の中でセルフカバーしている。

## チャート成績
オリコンチャートの登場週数は5週。チャート最高順位は週間67位、累計1.5万枚のセールスを記録した。

## 収録曲
1. ときめきのアクシデント（3分26秒）
作詞: 来生えつこ／作曲: 来生たかお／編曲: 星勝
2. 魔法をかけて（3分58秒）
作詞: 芹沢類／作曲: 伊藤銀次／編曲: 星勝